# Пургаторіус
Пургаторіус (Purgatorius) — рід семи вимерлих видів евтерових, які зазвичай розглядаються як найдавніші представники приматів або протоприматів, приматоподібних попередників Plesiadapiformes. Його перші рештки були знайдені на території сучасної Західного Вайомінгу (Сполучені Штати Америки), у місцевості Purgatory Hill (звідки й назва), у відкладах, датованих раннім палеоценом (близько 63 мільйонів років).
Вважається, що він був схожий на щура (розміром 15 см і вагою приблизно 37 г. Головна їжа — комахи.
Пургаторіус вважається одним з небагатьох примітивних ссавців, які могли бути предками як Plesiadapiformes, так і вищих приматів. Хоча його приналежність до надряду Euarchonta залишається недоведеною, ознаки зубів, зокрема морфологія молярів, вказують на близьку спорідненість пургаторіуса з приматами.

## Опис решток
В Purgatory Hill було виявлено зубний ряд, а також фрагменти щелепи та понад 50 зубів Purgatorius unio. Твердження про появу пургаторіуса в пізньому міоцені ґрунтується на твердженні про його ізольованості[прояснити].
Протягом кількох років дискусії стосовно того, чи був пургаторіус прямим предком приматів, чи лише мав схожі фізичні ознаки. На даний час[коли?] більшість вчених схиляється до думки, що пургаторіуса слід розглядати як прямого предка Euarchonta, і, можливо, як примітивного примата.

### Зуби
Був знайдений пошкоджений верхній кутній зуб пургаторіуса уніо, який відразу вдалося ідентифікувати. У подальшому вченні, за допомоги Ван Валена, знайшли й ідентифікували безліч його зубів чи їхніх решток.

### Кістки литки
Кістки литки пургаторіуса були подібні до тих, що є у приматів, і призначені для життя на деревах.